# أمونة (اسم)
أَمُّوْنَة هو اسم علم مؤنث من أصل عربي، ومعناه هو المتصفة بالأمانة والتي يألفها من يعاشرها.